# Minimum-Maximum
Minimum-Maximum, je koncertní album německé electro skupiny Kraftwerk.
Bylo nahráno během světového turné skupiny v roce 2004, které proběhlo k podpoře nového alba Tour de France Soundtracks, které vyšlo o rok dříve. Navzdory tehdy téměř pětatřicetiletému působení skupiny se jednalo o jejich první oficiálně vydanou živou nahrávku.
Minimum-Maximum sestává z 2 CD nosičů, přičemž vyšlo i na 2 DVD jako video záznam. Kraftwerk vydali i tzv. Notebook, luxusní edici, která obsahovala 2 CD, 2 DVD a informativní osmdesáti osmi stránkovou brožuru s fotografiemi a informacemi z turné.
Album vyšlo (stejně jako většina alb Kraftwerk) ve dvou jazykových verzích - v mezinárodní anglické verzi a ve verzi německé. Na německé verzi je skladba Metal On Metal rozdělena na dvě skladby Abzug a Metall Auf Metall, stejně jako je tomu na albu Trans-Europe Express.

## Seznam skladeb

### Disk 1
1. (7:55) "The Man-Machine" - Varšava, Sala Kongresowa
2. (4:45) "Planet of Visions" - Lublaň, Križanke
3. (4:22) "Tour de France Étape 1" - Riga, Olimpiska Hall
4. (1:29) "Chrono" - Riga, Olimpiska Hall
5. (4:48) "Tour de France (Étape 2)" - Riga, Olimpiska Hall
6. (6:41) "Vitamin" - Moskva, Lužniki
7. (6:18) "Tour de France" - Paříž, Le Grand Rex
8. (8:51) "Autobahn" - Berlín, Tempodrom
9. (3:41) "The Model" - Londýn, Brixton Academy
10. (5:58) "Neon Lights" - Londýn, Royal Festival Hall

### Disk 2
1. (7:41) "Radioactivity" - Varšava, Sala Kongresowa
2. (5:01) "Trans Europe Express" - Budapešť, Sportarena
3. (4:28) "Metal on Metal" - Budapešť, Sportarena
4. (4:27) "Numbers" - San Francisco, The Warfield
5. (2:55) "Computer World" - Moskva, Lužniki
6. (5:55) "Home Computer" - Varšava, Sala Kongresowa
7. (2:58) "Pocket Calculator" - Moskva, Lužniki
8. (3:15) "Dentaku" - Tokyo, Shibuya Ax
9. (7:23) "The Robots" - Moskva, Lužniki
10. (4:41) "Elektro Kardiogramm" - Tallinn, Exhibition Hall
11. (7:14) "Aéro Dynamik" - Riga, Olimpiska Hall
12. (9:51) "Music Non Stop" - Moskva, Lužniki